# Silkool
Silikool – surowiec włókienniczy. Należy do grupy roślinnych włókien białkowych wraz z włóknami Ardil i Vicara. Produkcja Silkoolu polega na rozpuszczeniu białka z soi w ługu sodowym. Następnie otrzymany produkt przetłacza się przez dysze do kąpieli koagulującej. Własności włókna są podobne do wełny ale o mniejszej wytrzymałości mechanicznej. Włókno najczęściej przerabiane jest na włókno cięte po wymieszaniu z wełną.